# Ловре Калинич
Ловре Калинич (на хърватски: Lovre Kalinić) е хърватски футболист, вратар, който играе за Астън Вила.

## Кариера
Юноша е на Хайдук Сплит, където постъпва в школата през 2000 г. За първия отбор играе от 2009 г. като през годините е бил даван под наем в Юнак, Новаля и Карловац. С идването на Игор Тудор като старши треньор, Калинич става титуляр. 775 минути не допуска гол. От 2014 г. е национал на Хърватия.

## Отличия

### Хайдук Сплит
- Носител на Купата на Хърватия (1): 2013